# Yanni
Yanni, egentligen Yiannis Chrysomallis (grekiska Γιάννης Χρυσομάλλης), född 14 november 1954 i Kalamata, är en grekisk pianist och kompositör.

## Diskografi
- 1989 – Niki Nana